# Benoît Mandelbrot
Pour les articles homonymes, voir Mandelbrot.
Benoît Mandelbrot, né le 20 novembre 1924 à Varsovie (Pologne) et mort le 14 octobre 2010 à Cambridge (États-Unis), est un mathématicien polaco-franco-américain.
Il est le découvreur des fractales, nouvelle classe d'objets mathématiques, dont fait partie l'ensemble de Mandelbrot.
Il a également travaillé sur des applications originales de la théorie de l'information, telles que la démonstration de la loi de Zipf, et sur des modèles statistiques financiers. Jugeant le modèle Black-Scholes trop simpliste — il est fondé sur une distribution normale aux variations modérées — et tenant son application pour partie responsable de la crise bancaire et financière de l'automne 2008[réf. nécessaire], il propose un modèle fondé sur les lois stables de Lévy, puis sur une approche fractale.

## Biographie

### Cadre familial
Les Mandelbrot, originaires de Lituanie, habitent dans le quartier juif de Varsovie. Le père, Calel Mandelbrot, a suivi des cours à l'École de commerce, mais n'a pu poursuivre ses études universitaires à la suite de la naissance de son frère cadet, Szolem, dont il s'occupe après la mort de leur mère. Il ouvre plusieurs ateliers de confection et magasins de tissus, mais doit fermer boutique en raison de la Grande Guerre et de la Grande Dépression. On ne sait pas s'il aurait pu devenir un prodige des mathématiques comme son petit frère Szolem, mais, de l'aveu de Szolem, il était exceptionnellement doué pour les chiffres. Les machines le passionnent et il vénère un célèbre mathématicien et ingénieur allemand de l'époque, Charles Proteus Steinmetz.
La famille maternelle de Benoît partage la même conception intellectuelle de la vie que sa famille paternelle et toutes deux l'inculquent à leurs enfants. Bertha, la mère de Benoît, achève ses études secondaires et parvient à vaincre le système des quotas imposé aux Juifs par la faculté de médecine de l'Université impériale de Varsovie, sortant même en tête de sa promotion. Elle choisit comme spécialité l'odontologie, en raison de l'absence de gardes de nuit. Elle parle à la perfection le yiddish, le polonais, l'allemand et le russe, et maîtrise le français.
Le père de Benoît Mandelbrot fait la connaissance de Bertha, celle qui deviendra son épouse, pendant son enfance, car le frère aîné de celle-ci est un de ses camarades de classe.

### Enfance et études
Benoît naît à Varsovie le 20 novembre 1924. Ses parents avaient déjà assisté à la mort, d'une méningite, de leur premier enfant. Cette perte prématurée marque l'enfance de Benoît et de son frère Léon, né quinze mois après lui.
C'est l'époux d'une des sœurs de son père, l'oncle Loterman, qui se charge de son éducation à la maison. L'oncle, un homme très cultivé et d'une grande intelligence, n'a aucune expérience en matière d'enseignement ; cela le conduit à utiliser une pédagogie de son cru qui ressemble à bien des égards à « l'apprentissage par la découverte ». Il impose à son neveu de très nombreuses lectures, le tout ponctué de grandes discussions sur l'actualité politique, sociale et économique. Les conversations sur l'histoire ancienne, l'étude des cartes et les longues et fréquentes parties d'échecs libèrent l'esprit de Benoît de la moindre rigidité conventionnelle, loin des résultats qu'aurait pu produire une éducation à base de cours magistraux et de mémorisation. Une autre grande référence émotionnelle et académique dans la vie de Mandelbrot est son oncle paternel Szolem (qui écrit son nom de famille Mandelbrojt), brillant mathématicien qui aura une influence déterminante sur son neveu.
À Varsovie, vers 1930, la situation économique de la famille Mandelbrot se détériore et ils doivent arrêter l'éducation à domicile de Benoît, qui fait donc sa rentrée à l'école primaire en troisième année. En 1931, Mandelbrot père, poussé par son frère Szolem, décide de s'installer en France où il se lance à nouveau dans la vente de vêtements. L'éducation primaire de Benoît terminée, la question de son entrée au collège est posée mais le système de quotas en vigueur et la situation politique — qui entraîne une détérioration dramatique de la situation des Juifs de Pologne — rend la situation compliquée et risquée à terme. Mandelbrot père s'étant déjà installé en France pour préparer la venue des siens, Bertha y émigre avec ses deux fils en 1936. Cette difficile décision sauvera assurément  la vie de Benoît et des siens.
À son arrivée à Paris, le français, appris avec l'oncle Loterman, et son don pour les langues lui permettent d'entrer en dernière année de l'école primaire et d'obtenir son certificat d'études primaires, qui lui ouvre les portes du lycée Rollin — aujourd'hui collège-lycée Jacques-Decour — où il bénéficie d'un excellent enseignement dispensé par des professeurs fort compétents qui n'avaient pas trouvé de poste à l'université. Mais l'ombre de la guerre suit les Mandelbrot.
L’invasion allemande force la famille à se réfugier ensuite à Brive-la-Gaillarde où Benoît est aidé, pour la continuation de ses études, par le rabbin David Feuerwerker,.
Une nouvelle fois, Szolem — qui se trouve à Tulle en zone libre et vient d'obtenir son premier poste de professeur à l'université de Clermont-Ferrand — parvient à transférer la famille de son frère à Tulle où elle est considérée comme réfugiée parisienne. Benoît est inscrit au lycée Edmond-Perrier où il décroche son baccalauréat avec la meilleure note de toute l'histoire du lycée. Les portes de l'enseignement supérieur lui sont ouvertes, mais il ne veut pas attirer l'attention sur lui. Le 11 novembre 1942, les Allemands envahissent la zone libre et les changements intervenus dans le gouvernement de Vichy privent les Mandelbrot d'un important protecteur, Henri Queuille.
À l'automne 1943, quand Léon a lui aussi passé son baccalauréat, la famille décide de se diviser en deux pour améliorer ses chances. Sous une fausse identité, Benoît et Léon deviennent apprentis dans une usine d'outillage. Grâce aux contacts de la famille, en janvier 1944, ils peuvent s'inscrire en classes préparatoires au lycée du Parc de Lyon, en tant qu'internes, pour préparer les concours d'entrée aux grandes écoles. À la suite du débarquement de Normandie, le lycée du Parc ferme ses portes en juin 1944. Benoît et Léon se réfugient à la campagne, chez des paysans, pour échapper aux rafles.
Benoît se retrouve ainsi garçon d'étable chez un éleveur de chevaux du côté de Pommiers-en-Forez et est bientôt accueilli sous le toit du propriétaire. Après la libération de Paris au mois d'août, la famille est à nouveau réunie et retourne dans la capitale. Tout est alors mis en œuvre pour permettre à Benoît de présenter les concours de l'École normale supérieure et de Polytechnique en vue desquels il s'était préparé à Lyon. Il obtient les meilleures notes aux deux concours : après une journée passée à l'École normale supérieure, il choisit Polytechnique.
De 1945 à 1947, Mandelbrot suit les cours de Polytechnique où il a deux professeurs de mathématiques pures, Gaston Julia et Paul Lévy, qui auront chacun une grande influence sur la suite de sa carrière.
Quand il a terminé ses études à Polytechnique en 1947, tout le pousse à fuir les mathématiques pures et la physique théorique pour introduire de l'ordre dans des disciplines en manque de rigueur et d'outils mathématiques. Ainsi, il s’intéresse à la théorie de l'information, les idées de Claude Shannon étant alors en plein essor.

### Acquisition des compétences
Son professeur de mathématiques appliquées lui suggère de faire sa thèse avec une des sommités de la mécanique des fluides, l'ingénieur et physicien Theodore von Kármán qui enseigne au California Institute of Technology (Caltech) à Pasadena. Mandelbrot quitte alors la France pour la Californie, mais Caltech s'avère ne pas être le bon endroit pour sa thèse : Karman étant absent, les professeurs remplaçants n'ont pas la carrure requise. L'enseignement prodigué à Caltech est cependant de grande qualité et Mandelbrot peut se familiariser avec des domaines pour lesquels une approche mathématique peut s'avérer utile. Après deux années passées à Caltech, Mandelbrot finit par rentrer à Paris en 1949, sans avoir choisi un sujet de thèse.
Agacé par les atermoiements de son neveu, l'oncle Szolem lui présente le compte-rendu d'un ouvrage, lui disant : « Tu devrais lire ça. C'est exactement le genre de bêtise qui n'intéresse que toi ». Il s'agit d'un ouvrage intitulé Human Behavior and the Principle of Least Effort du linguiste et philologue nord-américain George Kingsley Zipf. Mandelbrot lit l'article, s'enthousiasme et en fait l'objet de sa thèse. Intrigué par la loi de Zipf, empirique et contestée, il la pose en termes de minimisation des coûts de stockage et d’utilisation des mots par l’esprit. Par élimination de la variable de coût entre les deux équations, se révèle une loi qui n’a, cette fois-ci, plus rien d’empirique : c’est la loi de Mandelbrot, dont celle de Zipf n’est qu’un cas particulier, et qui répond mieux qu’elle aux observations - expliquant, en particulier, le « coude » toujours observé dans les distributions, et non expliqué par la loi de Zipf. La soutenance de sa thèse a lieu le 19 décembre 1952. Le titre en est « Contribution à la théorie mathématique des jeux de communication ». Ce travail lui vaut une notoriété immédiate, en particulier grâce à un ouvrage de Léon Brillouin : Science et théorie de l’information, qui aura d’ailleurs un succès bien plus grand dans sa traduction anglaise : Science and Information Theory.
N'ayant pas réussi à obtenir en France un poste universitaire à l'issue de son doctorat, Mandelbrot accepte un poste de professeur invité au Massachusetts Institute of Technology (MIT) à Cambridge (États-Unis). Il y retrouve Norbert Wiener, l'inventeur de la cybernétique — dont il avait fait connaissance en 1947 chez son oncle Szolem —, qui l'intéresse à l'étude du mouvement brownien. Après une année fructueuse passée au MIT, c'est John von Neumann qui l'invite à le rejoindre en tant que chercheur post-doctoral à l'Institut d'études avancées (IAS) de Princeton. Mandelbrot s'y familiarise avec la théorie des jeux, créée par von Neumann, qui servira de fondement mathématique à l'économie, domaine auquel Benoît s'intéresse de plus en plus. Il y rencontre aussi le mathématicien américain Henry McKean qui l'initie à la dimension de Hausdorff-Besicovitch.
En 1955, ayant pu bénéficier d'une bourse de la Fondation Rockefeller, il réussit à obtenir un poste de chercheur au CNRS et revient en France où il épouse Aliette Kagan le 5 novembre 1955. Après sa rencontre à Paris avec Jean Piaget et sa proposition de collaboration au sein du Centre international d'épistémologie génétique, ils s'installent à Genève où leur premier enfant, Laurent, voit bientôt le jour. Du point de vue scientifique, les deux années qu'il passe au CNRS ne sont pas très fructueuses. Sur un plan plus personnel, en revanche, il est en contact avec son ancien professeur de Polytechnique, Paul Lévy, ainsi qu'avec le grand mathématicien Andreï Kolmogorov, auteur de la formulation de la théorie des probabilités. Les Mandelbrot reviennent donc s'installer à Paris, où Benoît pourrait également assurer des cours à Polytechnique.
En 1957, il obtient un poste de maître de conférences de probabilité à l'université de Lille . Il trouve qu'enseigner prend une part trop importante de son temps, ce qui l'empêche de poursuivre librement ses recherches dans les différents domaines qui l'intéressent. Quand IBM l'invite en 1958 — en tant qu'expert en linguistique — à passer l'été dans ses laboratoires de recherche, il retourne à nouveau aux États-Unis d’Amérique. L'âge d'or de l'entreprise ne fait que commencer, et ce qui ne devait être au départ qu'une collaboration ponctuelle devient un poste que Mandelbrot occupera jusqu'à sa retraite. IBM vient de se lancer dans un projet de traduction automatique, et ses premiers pas chez eux le conduisent à travailler sur la transmission optimale dans les milieux bruités et la modélisation des variations de prix des matières premières. La curiosité hétérodoxe de Mandelbrot ne peut mieux se déployer qu'en tant que fellow — sorte d'électron libre — chez IBM. Il peut mener ses recherches comme il l'entend, sans devoir s'inscrire dans les contraintes d'un projet précis. Mieux encore, il peut aussi jouir d'importantes périodes de disponibilité, ce qui lui permet de mener de multiples collaborations dans de nombreuses autres institutions.
En 1962, il est invité par l'université Harvard en tant que professeur d'économie. L'année suivante, il y est nommé à un poste de professeur de mathématiques appliquées, correspondant parfaitement à son profil. Une constante dans sa vie et son œuvre est de donner de la valeur et des applications pratiques à des travaux anciens, sur lesquels il tombe le plus souvent par hasard, et que la communauté scientifique a négligés. Il poursuit son travail sur des objets étranges jusque-là assez négligés par les mathématiciens : les objets à complexité récursivement définie, comme la courbe de von Koch, auxquels il pressent une utilité. Le mathématicien Felix Hausdorff a d’ailleurs préparé le terrain en définissant pour ces objets une dimension non entière, la dimension de Hausdorff. Quant au mathématicien Gaston Julia, il a défini des objets qui ont un air de famille avec le tout.

### Découverte des fractales: un nouveau paradigme

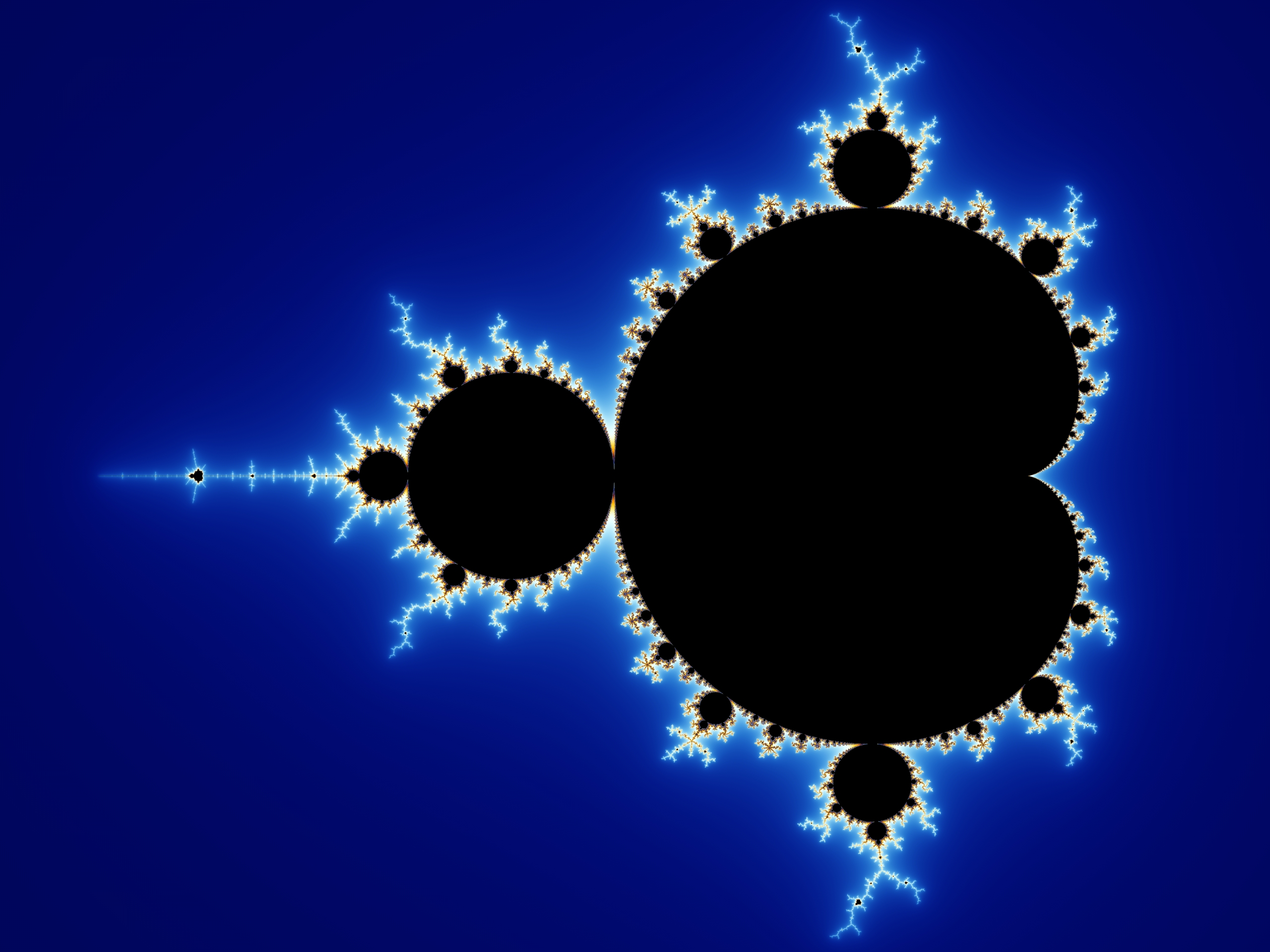
L'ensemble de Mandelbrot, nommé en son honneur par Adrien Douady.

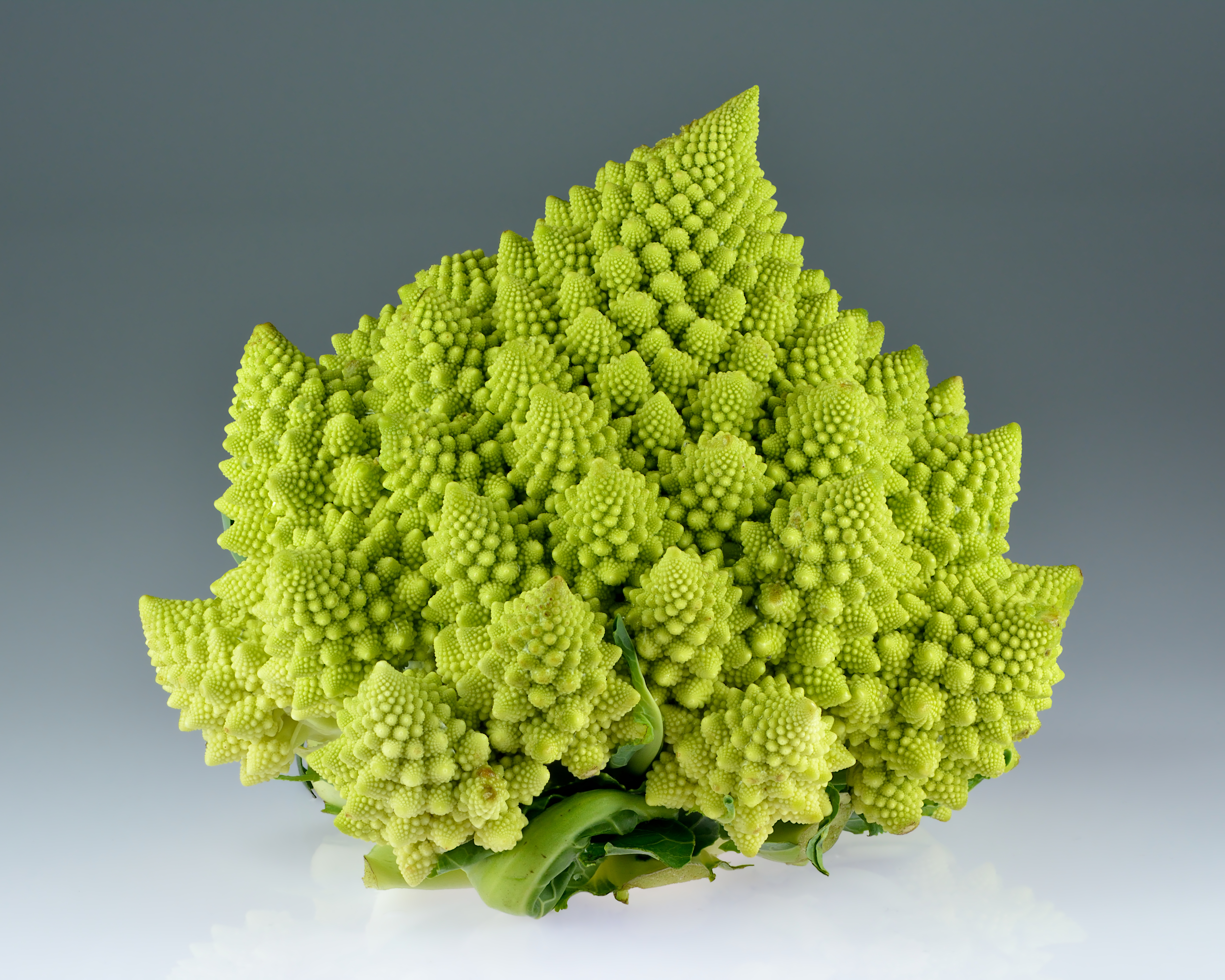
Les inflorescences fractales d’un chou romanesco.

En 1967, en embrayant sur les travaux de Lewis Fry Richardson, il fait paraître dans la revue Science son célèbre article — d'à peine cinq pages — How Long Is the Coast of Britain? Statistical Self-Similarity and Fractional Dimension (en), « Quelle longueur a la côte de la Grande-Bretagne ? », qui dépend de l’échelle à laquelle on la mesure, et qui possède une dimension de Hausdorff non entière, comprise entre 1 et 2 : elle ne constitue à proprement parler ni un objet à une dimension, ni un objet à deux dimensions, et c’est en acceptant l’idée de dimension non entière qu'on va pouvoir attaquer ces objets qui ont toujours échappé à l'étude : la théorie fractale est, dès cet article, officiellement lancée.
Mandelbrot commence alors à avoir de la notoriété dans le monde scientifique ; sa production scientifique, stimulée par les disciplines variées auxquelles il s'intéresse, s'accroît de nombreux articles et communications dans des revues et des congrès. À l'été 1971, il prend un congé sabbatique chez IBM et revient en France avec sa famille. Le 13 janvier 1973, il prononce une conférence au Collège de France, qui est le prélude de sa consécration en tant qu'inventeur d'une nouvelle discipline. La même année, il est pressenti pour occuper la chaire libérée par François Perroux au Collège de France, mais il décline la proposition et ne fait jamais acte de candidature.
Il signe en 1973 dans une revue d’économie l’article Formes nouvelles du hasard dans les sciences. Cet article critique le manque d’intérêt des chercheurs de nombreuses disciplines pour les fluctuations aléatoires, se cantonnant trop à étudier les moyennes à long terme. Il cite des exemples pris dans son domaine à IBM, la transmission du signal, mais également dans des domaines inattendus : les crues du Nil, la forme des nuages, celle des fleuves.
Il arrive à la conclusion qu’il n’y a pas une forme de hasard, qui conduirait toujours à une égalisation par la loi des grands nombres. Il s’agit là d’une illusion due au fait que nous n’étudions que ces exemples en nous détournant des autres comme mal conditionnés, de même que de nombreux mathématiciens se sont détournés du flocon de Koch qu’ils considéraient comme un objet monstrueux : les sphères ou les triangles sont considérés comme des objets acceptables par les mathématiciens de l’époque, mais pas les nuages ni les arbres (du moins en tant qu’objets géométriques). Les mathématiques de cette époque restent « muettes sur les monstres ». Pas étonnant, dans ces conditions, que les mathématiques existantes soient considérées comme ayant un immense pouvoir d’explication des phénomènes scientifiques, « car nous ne considérons comme scientifiques que les phénomènes qu’elles permettent d’expliquer ! Nous sommes pris dans le piège d’un argument circulaire dont nous ne pouvons plus sortir ».
Or, ajoute Mandelbrot, « c’est l’essentiel des phénomènes de la nature qui obéissent à cet autre type de hasard où l’on ne peut appliquer la loi des grands nombres [...] Le modèle standard nous fait passer à côté de la plus grande partie de la réalité, et va jusqu’à nous empêcher même de la voir ».
Les principes en seront publiés avec une très grande quantité d’exemples : modélisation du relief terrestre et lunaire, hydrologie, structure du poumon, granulation des bétons, paradoxe d’Olbers, turbulences en mécanique des fluides, urbanisme des villes, distribution des galaxies et même trous de l’Appenzeller, dans un ouvrage qui fait, depuis, référence : Les Objets fractals - Forme, hasard et dimension en 1975. Il y présente au lecteur des objets jusqu’alors peu connus : flocon de Koch, éponge de Sierpinski (ou éponge de Menger, ou de Sierpinski-Menger), que les mathématiciens gardaient pudiquement dans leurs tiroirs. Tous ces exemples ont en commun ce que l’auteur nomme une homothétie d’échelle et qu’il désignera, quelques années plus tard, sous le nom d’autosimilarité (self-similarity).
Le caractère novateur du livre (paru d'abord en France) en fait un succès immédiat, mondial et qui touche, cette fois-ci, le grand public. Les exemples de la première édition de cet ouvrage étaient tous en noir et blanc pour des raisons d’économie et de technologie des écrans. Deux ans après la première édition, une version en anglais, révisée et augmentée, voit le jour en 1977.
Mandelbrot fait paraître fin 1980 un article sur une famille de fractales — liée à ce qui sera appelé ultérieurement l’ensemble de Mandelbrot —, définies par la relation de récurrence zn+1 = zn2 + c, c étant un nombre complexe quelconque.
Lors de son premier cours sur les fractales à l'université Harvard, l'auditoire est très varié. L'assistance assiste, ébahie, à la naissance d'une théorie racontée par son inventeur. Cette période, ponctuée de conférences, conduit Mandelbrot à préparer une deuxième révision des Objets fractals, qui se transforme bientôt en un nouvel ouvrage, La Géométrie fractale de la nature qui paraît en août 1982. Le livre abonde de nouveaux exemples de fractales. Il dépasse les six cents pages, soit trois fois Les Objets fractals.

### La modélisation statistique en finance

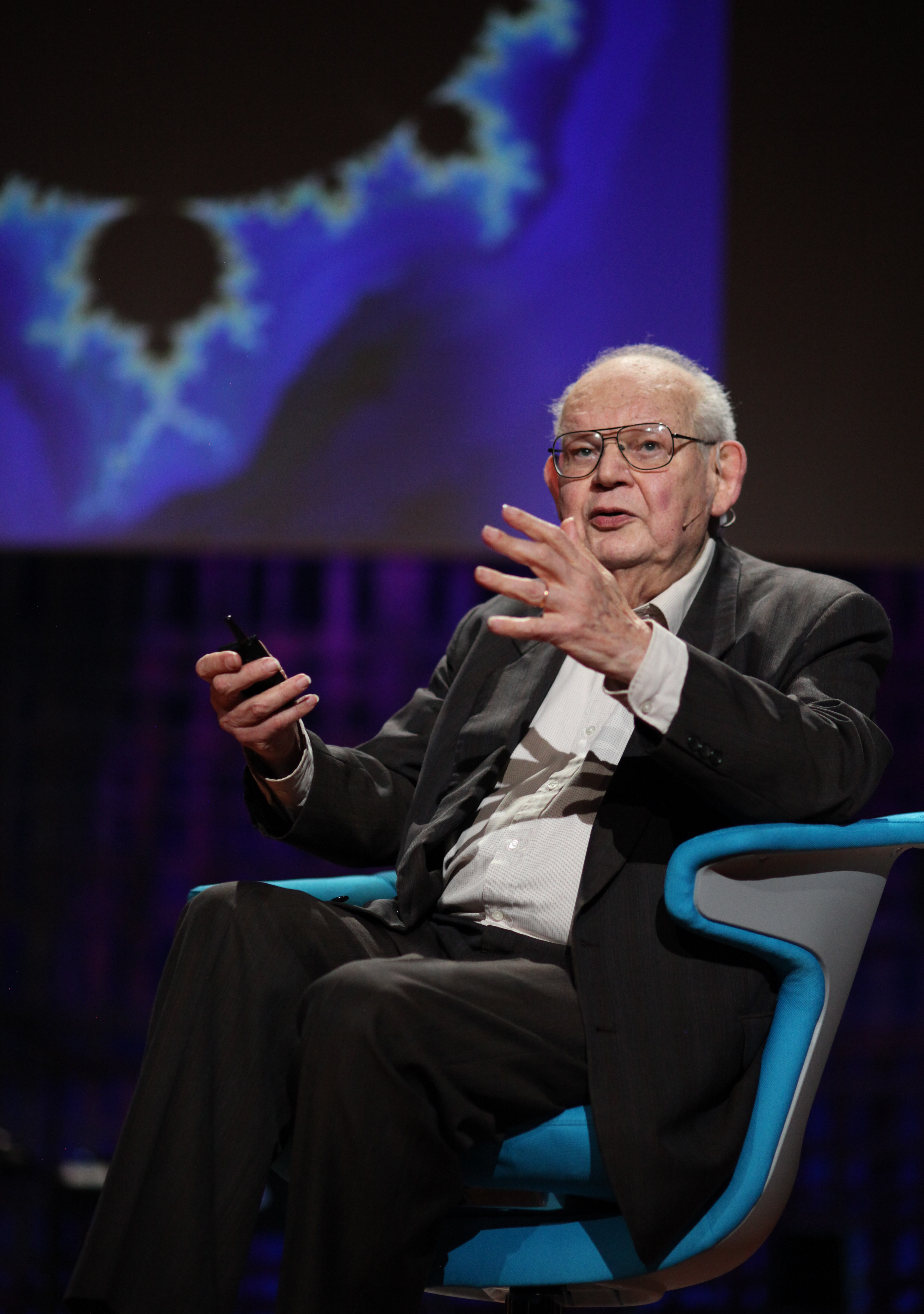
Benoît Mandelbrot à une conférence TED en 2010.

Benoît Mandelbrot s'intéresse dès 1961 à la modélisation statistique de l’évolution des cours de la Bourse, sujet qui l'intéresse durant toute sa carrière. Puisant dans ses idées sur la recherche d'autosimilarités et la géométrie fractale, Mandelbrot prend le contre-pied des théories de Louis Bachelier et Harry Markowitz, qui représentent l'évolution des prix boursiers comme une évolution continue régie par la loi normale et propose une représentation des aléas boursiers par un « hasard sauvage » caractérisé par la discontinuité et la concentration du risque dans le temps. Dans une célèbre étude sur les prix des matières premières, écrite en 1963, il propose notamment de remplacer la loi normale par les lois stables de Lévy. Cette théorie financière a l’avantage de mieux prendre en compte la survenue des variations extrêmes. D’abord reconnue pertinente, elle a été ensuite mise de côté pour cause de complexité, avant d’être réutilisée depuis la fin des années 1990, riches en turbulences financières.
En 1997, Mandelbrot propose un nouveau modèle plus riche qui tient compte des multiples échelles de temps présents dans les marchés financiers et intègre l’effet de mémoire des fluctuations boursières. Il introduit un « temps multifractal » pour décrire les alternances de périodes calmes et agitées observées sur les marchés financiers : l’amplitude des variations peut rester indépendante d’un jour à l’autre tout en étant corrélée sur de très longues périodes de temps
En 2004, il publie Une approche fractale des marchés dans lequel il dénonce les outils mathématiques de la finance parce qu’il les juge inadaptés. Cette même année, il demande, sans succès, que les banques et les grandes institutions financières consacrent une petite partie de leur budget à la recherche fondamentale.
Benoît Mandelbrot est en particulier très critique sur la théorie de Merton, Black et Scholes utilisée par les banques, parce que, selon lui, elle représente les risques financiers par un aléa gaussien « modéré » et que l'on peut dompter, par opposition au hasard « sauvage » des marchés financiers, faussant ainsi la perception des risques financiers par les acteurs de marché.

### Famille
Benoit Mandelbrot épouse  en 1955 Aliette Kagan, née le 14 octobre 1932 à Neuilly-sur-Seine. Aliette Kagan est la fille d'Alexandre et Adeline (née Celniker) Kagan. Pendant la Seconde Guerre mondiale, elle et sa famille se réfugient sous des noms d'emprunt dans un village du sud de la France. 
Aliette Mandelbrot est une biologiste avec une maîtrise en microbiologie du Vassar College en 1968
.
Benoit Mandelbrot et Aliette Mandelbrot ont deux fils médecins: Laurent Mandelbrot et Didier Mandelbrot. Laurent Mandelbrot est professeur de médecine à l'Université Paris-Diderot depuis 2002. Didier Mandelbrot est professeur de médecine à l'université du Wisconsin à Madison.
Aliette Mandelbrot meurt le 31 mars 2023 à  Madison au Wisconsin, à l'âge de 90 ans. 

### Dernières années
En 1987, l'impact de son œuvre ne fait que croître au moment où l'université Yale (New Haven, Connecticut) le recrute pour occuper la chaire Abraham Robinson de sciences mathématiques. Le contrat est prévu pour cinq ans ; il finira par en durer dix-sept. Le poste de Yale est complété par ses fonctions chez IBM, dont il prendra sa retraite en 1993. Mais la vieille relation de trente-cinq ans ne prend pas fin immédiatement, on accorde à Mandelbrot le titre de Fellow Emeritus qui s'accompagne de certains privilèges, comme celui de pouvoir continuer à occuper son bureau de Yorktown. Cette situation se prolonge jusqu'en 2006, lorsqu'il décide de prendre sa retraite de Yale, d'abandonner son bureau chez IBM et de s'installer à Boston (Massachusetts).
Entouré de sa famille, il meurt d'un cancer du pancréas le 14 octobre 2010 à Cambridge, aux États-Unis dans l'État du Massachusetts,,.

## Honneurs et distinctions
- Son travail sur les fractales en tant que mathématicien à IBM lui a valu un Emeritus Fellowship au laboratoire de recherche T.J. Watson. Ses travaux y ont été repris par son collaborateur, Richard Voss.
- Médaille Barnard, en 1985, attribuée tous les cinq ans par l'université Columbia et l'Académie nationale des sciences américaine
- Médaille Franklin, en 1986, attribuée par l'Institut Franklin de Philadelphie
- Médaille Steinmetz, en 1988, en l'honneur de l'inventeur Charles Proteus Steinmetz
- Prix Science for Art du groupe LVMH
- Prix Harvey, en 1989
- Prix Wolf de physique, en 1993
- Professeur invité au Conservatoire national des arts et métiers (1994, 2000)
- Médaille Vermeil de la ville de Paris, en 1995
- Prix japonais pour les sciences et les technologies, en 2003
- Prix Wacław Sierpiński, en 2005, accordé par l'université de Varsovie et la Société polonaise de mathématiques[46]
- Le 23 novembre 1990, il est fait chevalier de la Légion d’honneur, et est promu officier le 1er janvier 2006, distinction qui lui est remise le 11 septembre 2006 par son camarade de promotion à l’École polytechnique, le sénateur Pierre Laffitte[47].
- Le 20 novembre 2020, Google, pour le 96e anniversaire de sa naissance, lui dédie un Doodle[48].

## Publications
- Les Objets fractals : forme, hasard et dimension (1re éd. 1975), Les Objets fractals : forme, hasard et dimension suivi de Survol du langage fractal, 1989, 3e éd., 4ème ed. 1995
- (en) The Fractal Geometry of Nature (en), 1982
- Fractales, hasard et finance : 1959-1997, Flammarion, 1997
- avec Richard Hudson, Une approche fractale des marchés [« The (Mis)Behaviour of Markets »], Odile Jacob, 2005
- La forme d'une vie : mémoires (1924-2010) [« The fractalist : memoir of a scientific maverick »], Flammarion, 2014 (ISBN 978-2-08-122036-2, OCLC 873814615)